# Promna (gromada)
Promna – dawna gromada, czyli najmniejsza jednostka podziału terytorialnego Polskiej Rzeczypospolitej Ludowej w latach 1954–1972.
Gromady, z gromadzkimi radami narodowymi (GRN) jako organami władzy najniższego stopnia na wsi, funkcjonowały od reformy reorganizującej administrację wiejską przeprowadzonej jesienią 1954 do momentu ich zniesienia z dniem 1 stycznia 1973, tym samym wypierając organizację gminną w latach 1954–1972.
Gromadę Promna z siedzibą GRN w Promnie utworzono – jako jedną z 8759 gromad – w powiecie grójeckim w woj. warszawskim, na mocy uchwały nr VI/10/5/54 WRN w Warszawie z dnia 5 października 1954. W skład jednostki weszły obszary dotychczasowych gromad Adamów, Biejków, Biejkowska Wola, Falencice, Falencice-Wola, Falencice Parcela, Góry, Helenów i Promna oraz południowa część dotychczasowej gromady Promna Kolonia (której nowo utworzono północna granica przebiega: poczynając od południowo-zachodniej granicy gromady Stanisławów wzdłuż drogi polnej w kierunku południowo-zachodnim, dochodzi do szosy Warszawa-Radom, następnie zmienia kierunek na północny, przebiegając wzdłuż wyżej wspomnianej szosy na długości około 350 m, przecina szosę i dalej biegnie w kierunku południowo-zachodnim wzdłuż drogi polnej, prowadzącej do wsi Helenów i dochodzi do północno-wschodniej granicy gromady Falencice) ze zniesionej gminy Promna w tymże powiecie. Dla gromady ustalono 19 członków gromadzkiej rady narodowej.
1 stycznia 1956 gromada weszła w skład nowo utworzonego powiatu białobrzeskiego w woj. kieleckim.
31 grudnia 1961 do gromady Promna przyłączono wsie Pnie, Wola Branecka i Stanisławów oraz kolonie Władysławów, Wojeciechówka, Piotrów, Sielce, Wola Branecka i Promna ze zniesionej gromady Pnie.
Gromada przetrwała do końca 1972 roku, czyli do kolejnej reformy gminnej. 1 stycznia 1973 (w powiecie białobrzeskim w woj. kieleckim) reaktywowano gminę Promna.